# Amphisbetia aperta
Amphisbetia aperta är en nässeldjursart som först beskrevs av George James Allman 1886.  Amphisbetia aperta ingår i släktet Amphisbetia och familjen Sertulariidae. Inga underarter finns listade i Catalogue of Life.